# دايفيد هيل (مصور)
دايفيد هيل (بالإنجليزية: David Octavius Hill)‏ (و. 1802 – 1870 م) هو مصور، ورسام، وطباع حجري بريطاني، ولد في بيرث، شارك في دوكومنتا 6 ‏، توفي في إدنبرة، عن عمر يناهز 68 عاماً.

## التعليم
تعلم في Edinburgh College of Art ‏
.

## روابط خارجية
- دايفيد هيل على موقع الموسوعة البريطانية (الإنجليزية)